# Kozlivka, Șarhorod
Kozlivka (în ucraineană Козлівка) este localitatea de reședință a comunei Kozlivka din raionul Șarhorod, regiunea Vinnița, Ucraina.

## Demografie
Componența lingvistică a localității Kozlivka
     Ucraineană (99,45%)
     Alte limbi (0,55%)
Conform recensământului din 2001, majoritatea populației localității Kozlivka era vorbitoare de ucraineană (99,45%), existând în minoritate și vorbitori de alte limbi.